# World Rugby Sevens Challenger Series 2024
El World Rugby Sevens Challenger Series 2024 fue la 4ª temporada del circuito de selecciones nacionales de rugby 7. Se compitió en modalidades femenina y masculina. Clasificaron en cada categoría cuatro equipos para  disputar el ascenso a la temporada 2024-25 del Circuito Mundial de seven, con los equipos relegados en las últimas cuatro posiciones de la tabla, en el Seven de Madrid 2024 a ser realizado entre el 31 de mayo y el 2 de junio.
La serie tuvo cuatro torneos: Dubái y Montevideo, para mujeres y hombres; Polonia para mujeres y Alemania para hombres. En la serie participaron doce equipos de hombres y doce equipos de mujeres, que clasificaron en torneos regionales.
Los equipos femeninos clasificados para disputar el ascenso fueron China, Argentina, Bélgica y Polonia.
Los equipos masculinos clasificados para disputar el ascenso fueron Uruguay, Kenia, Chile y Alemania.

## Equipos

### Cuadro femenino
- África
  -  Kenia
  -  Uganda
- América del Norte
  -  México
- América del Sur
  -  Argentina
  -  Paraguay
- Oceanía
  -  Papúa Nueva Guinea

- Asia
  -  China
  -  Hong Kong China
  -  Tailandia
- Europa
  -  Bélgica
  -  Polonia
  -  República Checa

### Cuadro masculino
- África
  -  Uganda
  -  Kenia
- América del Norte
  -  México
- América del Sur
  -  Chile
  -  Uruguay
- Oceanía
  -  Papúa Nueva Guinea
  -  Tonga

- Asia
  -  Japón
  -  Hong Kong China
- Europa
  -  Alemania
  -  Georgia
  -  Portugal

## Calendario
- 12 al 14 de enero. Dubái, Emiratos Árabes Unidos
- 8 al 10 de marzo. Montevideo, Uruguay
- 18 y 19 de mayo. Cracovia, Polonia (solo mujeres)
- 18 y 19 de mayo. Múnich, Alemania (solo hombres)

## Tabla de posiciones

### Femenina
| Pos | País               | Dubái | Montevideo | Polonia | Puntos |
| --- | ------------------ | ----- | ---------- | ------- | ------ |
| 1   | China              | 20    | 20         | 20      | 60     |
| 2   | Argentina          | 16    | 18         | 12      | 46     |
| 3   | Bélgica            | 12    | 16         | 16      | 44     |
| 4   | Polonia            | 10    | 12         | 18      | 40     |
| 5   | Kenia              | 18    | 6          | 14      | 38     |
| 6   | Uganda             | 14    | 14         | 8       | 36     |
| 7   | Tailandia          | 8     | 10         | 4       | 22     |
| 8   | República Checa    | 6     | 3          | 10      | 19     |
| 9   | Hong Kong China    | 3     | 8          | 2       | 13     |
| 10  | Paraguay           | 2     | 4          | 6       | 12     |
| 11  | Papúa Nueva Guinea | 4     | 2          | 3       | 9      |
| 12  | México             | 1     | 1          | 1       | 3      |

|  | Clasificados al Seven de Madrid 2024 (ascenso al SVNS 2025). |

Fuente: World Rugby

### Masculina
| Pos | País               | Dubái | Montevideo | Alemania | Puntos |
| --- | ------------------ | ----- | ---------- | -------- | ------ |
| 1   | Uruguay            | 16    | 20         | 20       | 56     |
| 2   | Kenia              | 20    | 16         | 12       | 48     |
| 3   | Chile              | 18    | 14         | 14       | 46     |
| 4   | Alemania           | 14    | 12         | 18       | 44     |
| 5   | Hong Kong China    | 8     | 18         | 16       | 42     |
| 6   | Tonga              | 10    | 8          | 6        | 24     |
| 7   | Uganda             | 4     | 10         | 10       | 24     |
| 8   | Japón              | 12    | 3          | 3        | 18     |
| 9   | Georgia            | 6     | 4          | 8        | 18     |
| 10  | Portugal           | 3     | 6          | 6        | 15     |
| 11  | Papúa Nueva Guinea | 2     | 2          | 2        | 6      |
| 12  | México             | 1     | 1          | 1        | 3      |

|  | Clasificados al Seven de Madrid 2024 (ascenso al SVNS 2025). |

Fuente: World Rugby